# Prunus bifrons
Prunus bifrons — вид квіткових рослин із підродини мигдалевих (Amygdaloideae).

## Біоморфологічна характеристика
Це прямовисний листопадний кущ, який зазвичай досягає 75–200 см у висоту. 

## Поширення, екологія
Ареал: Афганістан, Пакистан, Західні Гімалаї (Індія). Населяє сухі кам'янисті схили  від верхнього субтропічного до гірського пояса; на висоті від 1000 до 3000 метрів. Кам'янисті схили гір, чагарникові зарості, в середньому і субальпійському поясі.

## Використання
Рослина збирається з дикої природи для місцевого використання як їжі. Його іноді використовують у проєктах збереження ґрунту, а іноді вирощують як декоративну рослину. Плоди вживають сирими чи приготовленими. Добре розвинена коренева система рослини робить його гарним ресурсом для збереження ґрунту на кам'янистих сухих пагорбах. З листя можна отримати зелений барвник. З плодів можна отримати барвник від темно-сірого до зеленого. Prunus bifrons належить до третинного генофонду абрикоса (Prunus armeniaca), мигдалю (Prunus dulcis), персика (Prunus persica) та японської сливи (Prunus salicina). Він має потенціал для використання як донор генів для покращення врожаю. Оскільки вони досить стійкі до посухи, види цієї секції можуть становити інтерес як посухостійкі підщепи та як джерела посухостійких сортів шляхом схрещування з культурними сортами вишні.